# Parafia św. Anny w Bąkowicach
Parafia św. Anny – rzymskokatolicka parafia w Bąkowicach. Znajduje się w dekanacie Namysłów zachód, archidiecezji wrocławskiej.

## Historia parafii
Parafia została erygowana w 1378 roku. Kościół parafialny istniał już średniowieczu. W połowie XVI wieku został zajęty przez protestantów, którzy w latach 1581–1582 wznieśli na miejscu pierwotnej świątyni kościół drewniany. W latach 1837–1839 w miejscu spalonej drewnianej świątyni mistrz murarski Hasenwinkel z Namysłowa zbudował kościół murowany, budowlę jednonawową z zamkniętym półkoliście prezbiterium. W 1869 dobudowano od zachodu kwadratową wieżę. W 1914 zbudowano kaplicę przy południowej ścianie wieży. Kościół odnowiono w 1934 i 1957. W kościele znajduje się gotycka Pietà z I połowy XV wieku.  
Proboszczem parafii od 2008 roku jest ks. kan. Andrzej Jaremko. Księgi metrykalne prowadzone są od 1945 roku.

## Zasięg parafii
Do parafii należą wierni z miejscowości: Bąkowice, Bielice, Gola, Grodziec, Przygorzele, Roszkowice i Wężowice.

## Inne kościoły i kaplice
- Kaplica Miłosierdzia Bożego w Goli,
- Kaplica św. Józefa Robotnika w Roszkowicach.

### Cmentarze
- Cmentarz parafialny w Bąkowicach,
- Cmentarz komunalny w Goli,
- Cmentarz parafialny w Roszkowice.

## Proboszczowie (lista niepełna)
- ks. prałat Tadeusz Kula (1972[2] – 2002)
- ks. kanonik Jan Banik (2002–2008)
- ks. kanonik Andrzej Jaremko (od 2008)

## Grupy parafialne
- Żywy Różaniec
- Lektorzy
- Ministranci
- Chór Echo
- Rada Parafialna